# Delaminatie (celbeweging)

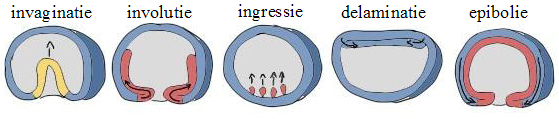
De verschillende celbewegingen tijdens de gastrulatie

Neurulatie van gewervelden met gedurende de sluiting van de neurale buis de vorming van neurale lijstcellen

Bij delaminatie snoeren de cellen van de blastula de cellen van het toekomstige endoderm af in de blastocoel. Hierbij worden twee lagen gevormd. Delaminatie komt voor tijdens de embryogenese. Tijdens delaminatie moet de celadhesie opgeheven worden.

## Celadhesie
Celadhesie wordt gekenmerkt door een 
- apico-basale polariteit met binding door een basaal membraan,
- zonula occludens,
- gap junctions,
- zonula adhaerens en
- expressie van celadhesiemerkers zoals E-cadherine

## Neurale lijst

Delaminatie van neurale lijstcellen tijdens de ontwikkeling. Downregulatie van celadhesiemoleculen (CAM's) en zonula occludens-eiwitten wordt gevolgd door uitscheiding van matrixmetalloprotease (MMP's) en daaropvolgende delaminatie.

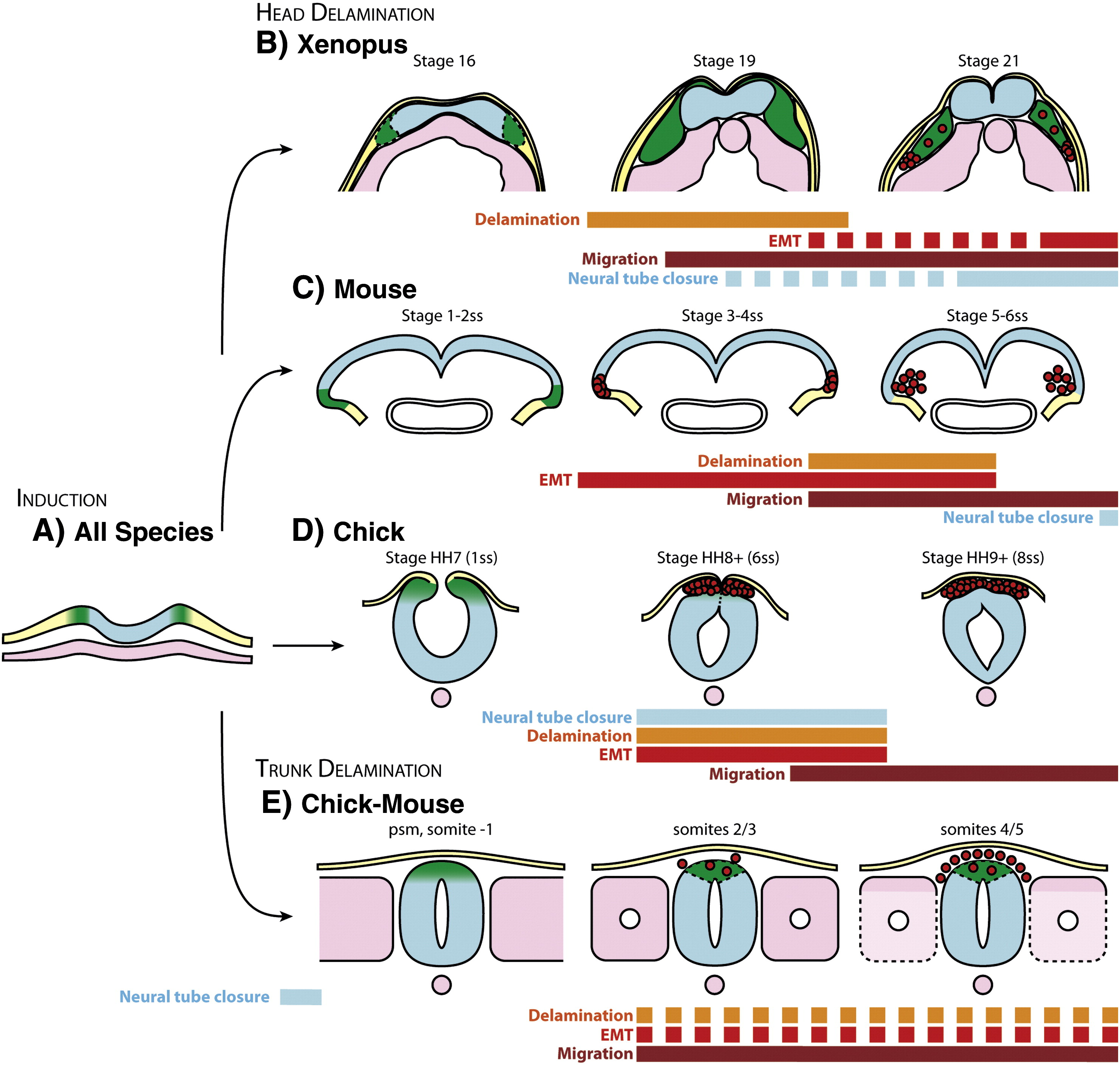
Delaminatie van de neurale lijst topcellen in het hoofd en de romp bij het kippen-, muis- en klauwkikker-embryo (Xenopus-embryo).

De neurale lijst is een groep cellen die zich tijdens embryogenese in gewervelden door delaminatie losmaakt van het ectoderm en de neurale buis wanneer deze zich sluit tijdens de neurulatie.
Na fusie van de neurale plooien voor het vormen van de neurale buis, worden cellen die zich oorspronkelijk in de neurale plaatgrens bevonden neurale lijstcellen. Voordat de migratie kan beginnen, moeten neurale lijstcellen een proces ondergaan dat delaminatie wordt genoemd en dat een volledige of gedeeltelijke epitheel-mesenchymale overgang (EMT) met zich meebrengt. Delaminatie wordt hier gedefinieerd als de scheiding van weefsel in verschillende populaties, in dit geval neurale lijstcellen die zich scheiden van het omringende weefsel. Delaminatie bij kippenembryo's wordt bijvoorbeeld veroorzaakt door een BMP/Wnt-cascade die de expressie induceert van EMT-bevorderende transcriptiefactoren zoals SNAI2 en FoxD3. Delaminatie vindt in verschillende stadia in verschillende organismen plaats: bij bijvoorbeeld het embryo van de klauwkikker is er een enorme delaminatie die optreedt wanneer de neurale plaat nog niet volledig is gefuseerd, terwijl delaminatie bij het kippenembryo plaatsvindt tijdens de fusie van de neurale plooi.
Voorafgaand aan delaminatie worden vermoedelijke cellen van de neurale lijst aanvankelijk verankerd aan aangrenzende cellen door zonula occludens-eiwitten zoals occludine en celadhesiemoleculen zoals NCAM en N-cadherine. Dorsaal tot expressie gebrachte BMP's initiëren delaminatie door de expressie van de zinkvingereiwittranscriptiefactoren snail, slug en twist te induceren. Deze factoren spelen een directe rol bij het induceren van de epitheel-mesenchymale overgang door de expressie van occludine en N-cadherine te verminderen, naast het bevorderen van modificatie van NCAM's (neurale celadhesiemolecule) met polysiaalzuurresiduen om de celhechting te verminderen. Neurale topcellen beginnen ook proteasen tot expressie te brengen die in staat zijn cadherines zoals ADAM10 af te breken en matrixmetalloproteasen (MMP's) uit te scheiden die de bovenliggende basale lamina van de neurale buis afbreken zodat neurale topcellen los kunnen komen.
Bovendien beginnen neurale lijstcellen tijdens migratie integrinen tot expressie te brengen die associëren met extracellulaire matrixeiwitten, waaronder collageen, fibronectine en laminine. Zodra de basale lamina permeabel wordt, kunnen de cellen van de neurale lijst door het embryo beginnen te migreren. De basale lamina is een laag extracellulaire matrix die wordt uitgescheiden door de epitheelcellen.

## Zespotigen en kreeftachtigen
Bij zespotigen en kreeftachtigen begint de ontwikkeling van het centrale zenuwstelsel met de delaminatie van vergrote cellen, bekend als neuroblasten, uit het ectoderm (neuroectoderm) van elk segment.